# Josef Holub (botanikus)
Josef Ludwig Holub (Mladá Boleslav, 1930. február 5. – Mladá Boleslav, 1999. július 23.) cseh botanikus. Számos új fajt írt le, a növényrendszertani csoportok szisztematikus átszervezésén dolgozott, és nagyban hozzájárult az európai flóra tanulmányozásához.

## Életpályája
1953-ban a prágai Károly Egyetem botanika szakán végzett, ahol később oktatóként is dolgozott. A Cseh Botanikai Intézet társalapítója volt. 1991-ben a Cseh Botanikai Társaság elnökévé választották.

## Tudományos munkássága
Fő kutatási területe az edényes növények rendszertana volt. Jelentős munkát végzett a Lycopodiales rend és az Equisetaceae család rendszertani vizsgálatában. Behatóan tanulmányozta a Dryopteris, Lastraea és Thelypteris páfrányfajokat, valamint a Helictotrichon, Avenula, Rubus és Crataegus nemzetségeket.
A Flora of the Czech Republic és a Flora of Slovakia egyik fő szerzője volt. Közreműködött több régió veszélyeztetett fajainak vörös könyvének összeállításában.

## Botanikai névrövidítése
A botanikai nevekben használt szabványos rövidítése: Holub

## Fordítás
Ez a szócikk részben vagy egészben  a   Josef Ludwig Holub című angol Wikipédia-szócikk fordításán alapul.  Az eredeti cikk szerkesztőit annak laptörténete sorolja fel. Ez a jelzés csupán a megfogalmazás eredetét és a szerzői jogokat jelzi, nem szolgál a cikkben szereplő információk forrásmegjelöléseként.